# Nordische Junioren-Skiweltmeisterschaften 1977
Die 1. Nordischen Junioren-Skiweltmeisterschaften 1977 fanden vom 17. bis 19. Februar 1977 in Sainte-Croix statt. Nach neun Austragungen der Nordischen Junioren-Skieuropameisterschaften seit 1968 wurden erstmals Nordische Junioren-Skiweltmeisterschaften ausgetragen. Es nahmen Athleten aus 19 Ländern teil.
Erfolgreichste Nation der Titelkämpfe war die Deutsche Demokratische Republik mit drei Goldmedaillen, zwei Silbermedaillen und einer Bronzemedaille vor der Sowjetunion mit einer Goldmedaille, drei Silber- und zwei Bronzemedaillen und Bulgarien und der Tschechoslowakei mit je einer Goldmedaille.

## Skilanglauf Junioren

### 15 km
| Platz | Sportler            | Land                            | Zeit (min) |
| ----- | ------------------- | ------------------------------- | ---------- |
| 1     | Iwan Lebanow        | Bulgarien                       | 48:55,66   |
| 2     | Anatoli Iwanow      | Sowjetunion                     | 49:35,60   |
| 3     | Leonid Oliuschin    | Sowjetunion                     | 50:02,37   |
| 4     | Alexander Ponomarew | Sowjetunion                     | 50:17,21   |
| 5     | Eero Niskanen       | Finnland                        | 50:47,08   |
| 6     | Peter Anders        | Deutsche Demokratische Republik | 50:47,87   |
| 7     | Karsten Brandt      | Deutsche Demokratische Republik | 50:57,07   |
| 8     | Alfred Schindler    | Schweiz                         | 51:11,82   |
| 9     | Wladimir Alikin     | Sowjetunion                     | 51:20,46   |
| 10    | Gerald Freyer       | Deutsche Demokratische Republik | 51:25,57   |
| 12    | Josef Schneider     | BR Deutschland                  | 51:59,48   |
| 15    | Udo Recknagel       | Deutsche Demokratische Republik | 52:50,69   |
| 17    | Hans Pürro          | Schweiz                         | 53:22,34   |
| 20    | Klaus Pleyer        | BR Deutschland                  | 53:34,13   |
| 23    | Peter Juric         | Österreich                      | 53:50,99   |
| 26    | Peter Stoib         | BR Deutschland                  | 54:11,07   |
| 29    | Helmut Gleinser     | Österreich                      | 54:49,28   |
| 30    | Wolfgang Mayr       | BR Deutschland                  | 54:54,99   |
| 31    | Walter Mayer        | Österreich                      | 54:57,73   |
| 42    | Wolfgang Mitgutsch  | Österreich                      | 56:22,68   |
| 57    | Ewald Ritter        | Liechtenstein                   |            |

Datum: 18. Februar 1977

### 3 × 10 km Staffel
| Platz | Sportler                                            | Land                            | Zeit (std) |
| ----- | --------------------------------------------------- | ------------------------------- | ---------- |
| 1     | Alexander Ponomarew Leonid Oliuschin Anatoli Iwanow | Sowjetunion                     | 1:50:43,59 |
| 2     | Peter Anders Gerald Freyer Karsten Brandt           | Deutsche Demokratische Republik | 1:51:11,47 |
| 3     | Vesa Kulju Antero Pietela Eero Niskanen             | Finnland                        | 1:54:35,53 |
| 4     | Peter Stoib Josef Schneider Klaus Pleyer            | BR Deutschland                  | 1:55:21,51 |
| 5     | Miloš Bečvář Jaroslav Kohut Jiří Švub               | Tschechoslowakei                | 1:55:28,62 |
| 6     | Pierre-Eric Rey Hans Pürro Alfred Schindler         | Schweiz                         | 1:55:53,72 |
| 7     | Tor Håkon Holte Karl-Kristen Aketun Terje Olav Seim | Norwegen                        | 1:56:48,77 |
| 8     | Todor Sivenov Iwan Lebanow Swetoslav Petrov         | Bulgarien                       | 1:58:01,04 |
| 9     | Thomas Eriksson Sven Erik Pajala Ingvar Johansson   | Schweden                        | 1:58:24,67 |
| 10    | Paolo Vairoli Enrico Pedrini Gianfranco Polvara     | Italien                         | 1:59:06,41 |
| 14    | Walter Mayer Albin Zitz Peter Juric                 | Österreich                      |            |

Datum: 19. Februar 1977

## Skilanglauf Juniorinnen

### 5 km
| Platz | Sportler             | Land                            | Zeit (min) |
| ----- | -------------------- | ------------------------------- | ---------- |
| 1     | Birgit Schreiber     | Deutsche Demokratische Republik | 18:56,95   |
| 2     | Ljubow Zykowa        | Sowjetunion                     | 18:58,94   |
| 3     | Nadeschda Schamakowa | Sowjetunion                     | 19:01,31   |
| 4     | Karin Jäger          | BR Deutschland                  | 19:05,31   |
| 5     | Marlies Rostock      | Deutsche Demokratische Republik | 19:07,78   |
| 6     | Elvira Pechmann      | Deutsche Demokratische Republik | 19:20,36   |
| 7     | Eugenia Makarowa     | Sowjetunion                     | 19:21,87   |
| 8     | Ute Nestler          | Deutsche Demokratische Republik | 19:27,78   |
| 9     | Larissa Merk         | Sowjetunion                     | 19:38,74   |
| 10    | Vigdis Kalmo         | Norwegen                        | 20:03,68   |
| 12    | Susanne Riermeier    | BR Deutschland                  | 20:07,74   |
| 13    | Regina Stoib         | BR Deutschland                  | 20:19,01   |
| 19    | Claudia Sprenger     | Liechtenstein                   | 20:45,49   |
| 24    | Iris Schulze         | BR Deutschland                  | 21:07,78   |
| 26    | Gertrud Gasteiger    | Österreich                      | 21:21,57   |
| 28    | Veronika Mitgutsch   | Österreich                      | 21:28,36   |
| 29    | Sylvia Schweiger     | Österreich                      | 21:30,13   |
| 30    | Marlene Resch        | Österreich                      | 21:32,19   |
| 35    | Brigitte Stebler     | Schweiz                         | 21:44,71   |
| 42    | Monika Küng          | Schweiz                         | 22:06,14   |
| 44    | Evi Kratzer          | Schweiz                         | 22:16,38   |
| 50    | Cornelia Thomas      | Schweiz                         | 23:37,08   |

Datum: 18. Februar 1977

### 3 × 5 km Staffel
| Platz | Sportler                                              | Land                            | Zeit (std) |
| ----- | ----------------------------------------------------- | ------------------------------- | ---------- |
| 1     | Marlies Rostock Elvira Pechmann Birgit Schreiber      | Deutsche Demokratische Republik | 1:05:21,71 |
| 2     | Regina Stoib Susanne Riermeier Karin Jäger            | BR Deutschland                  | 1:06:45,66 |
| 3     | Tove-Grethe Solheim Vigdis Kalmo Kitty Dahl           | Norwegen                        | 1:07:13,47 |
| 4     | Zuzana Matousova Jana Strnadkova Dagmar Palečková     | Tschechoslowakei                | 1:07:49,33 |
| 5     | Paeivi Remes Anne Piispanen Pirkko Määttä             | Finnland                        | 1:08:29,58 |
| 6     | Eugenia Makarowa Ljubow Zykowa Nadeschda Schamakowa   | Sowjetunion                     | 1:09:43,79 |
| 7     | Carina Sandberg Ann-Mari Lundin Karin Eriksson        | Schweden                        | 1:10:28,91 |
| 8     | Betsy Haines Beth Paxson Liz Carey                    | Vereinigte Staaten              | 1:11:21,17 |
| 9     | Brigitte Stebler Evi Kratzer Monika Küng              | Schweiz                         | 1:11:30,46 |
| 10    | Gertrud Gasteiger Veronika Mitgutsch Sylvia Schweiger | Österreich                      | 1:12:13,45 |

Datum: 19. Februar 1977

## Nordische Kombination Junioren

### Einzel (Normalschanze/10 km)
| Platz | Sportler         | Land                            | Gesamtpunkte |
| ----- | ---------------- | ------------------------------- | ------------ |
| 1     | Gunter Schmieder | Deutsche Demokratische Republik | 429,914      |
| 2     | Fedor Koltschin  | Sowjetunion                     | 422,800      |
| 3     | Uwe Dotzauer     | Deutsche Demokratische Republik | 422,764      |
| 4     | Frank Röder      | Deutsche Demokratische Republik | 396,580      |
| 5     | Andrzej Zarycki  | Polen                           | 392,990      |
| 17    | Arthur Haldi     | Schweiz                         | 327,960      |
| 24    | Ambros Müller    | Schweiz                         | 287,976      |
| 30    | Ernst Hischier   | Schweiz                         | 269,686      |

Datum: 18. und 19. Februar 1977

## Skispringen Junioren

### Normalschanze
| Platz | Sportler          | Land                            | Weite 1 | Weite 2 | Punkte |
| ----- | ----------------- | ------------------------------- | ------- | ------- | ------ |
| 1     | Pavel Fízek       | Tschechoslowakei                | 82,5 m  | 83,0 m  | 231,0  |
| 2     | Matthias Buse     | Deutsche Demokratische Republik | 78,5 m  | 83,0 m  | 225,1  |
| 3     | Hubert Neuper     | Österreich                      | 79,5 m  | 79,0 m  | 221,8  |
| 4     | Zdravko Bogataj   | Jugoslawien                     | 80,0 m  | 80,5 m  | 220,5  |
| 5     | Josef Brzuchanski | Tschechoslowakei                | 75,5 m  | 82,0 m  | 217,2  |
| 6     | Leonid Komarow    | Sowjetunion                     | 86,0 m  | 82,0 m  | 213,0  |
| 7     | Wolfgang Hahn     | BR Deutschland                  | 79,0 m  | 76,5 m  | 210,5  |
| 8     | Christoph Schwarz | BR Deutschland                  | 69,0 m  | 85,0 m  | 209,1  |
| 9     | Jan Bobek         | Tschechoslowakei                | 78,5 m  | 74,0 m  | 205,2  |
| 10    | Patrick Dubiez    | Frankreich                      | 73,5 m  | 77,0 m  | 202,0  |
| 11    | Marius Schmid     | Schweiz                         | 73,5 m  | 74,0 m  | 199,7  |
| 12    | Jürgen Pohl       | BR Deutschland                  | 67,5 m  | 76,0 m  | 187,3  |
| 15    | Alfred Groyer     | Österreich                      | 72,0 m  | 67,5 m  | 180,9  |
| 20    | Gebhard Aberer    | Österreich                      | 67,0 m  | 66,0 m  | 168,5  |
| 22    | Georges Jaquiery  | Schweiz                         | 67,0 m  | 64,0 m  | 165,8  |
| 26    | Robert Hutter     | Schweiz                         | 68,0 m  | 73,5 m  | 154,6  |
| 28    | Ulrich Pschera    | Deutsche Demokratische Republik | 62,0 m  | 68,5 m  | 154,0  |
| 30    | Axel Zitzmann     | Deutsche Demokratische Republik | 65,5 m  | 73,5 m  | 149,6  |

Datum: 19. Februar 1977

## Medaillenspiegel
| Platz | Land                            | Gold | Silber | Bronze | Gesamt |
| ----- | ------------------------------- | ---- | ------ | ------ | ------ |
| 1     | Deutsche Demokratische Republik | 3    | 2      | 1      | 6      |
| 2     | Sowjetunion                     | 1    | 3      | 2      | 6      |
| 3     | Tschechoslowakei                | 1    | 0      | 0      | 1      |
| 3     | Bulgarien                       | 1    | 0      | 0      | 1      |
| 5     | BR Deutschland                  | 0    | 1      | 0      | 1      |
| 6     | Finnland                        | 0    | 0      | 1      | 1      |
| 6     | Norwegen                        | 0    | 0      | 1      | 1      |
| 6     | Österreich                      | 0    | 0      | 1      | 1      |